# Сельское поселение «Посёлок Шаховский»
Сельское поселение «Посёлок Шаховский» — упразднённое в 2011 году муниципальное образование в составе Мосальского района Калужской области России. Населённые пункты вошли в состав сельского поселения «Деревня Людково»
Центр — село Шаховский.

## Состав
В поселение входило 9 населённых мест:
- село Шаховский
- деревня Астапово
- деревня Батищево
- деревня Выгори
- деревня Дертовая
- деревня Жупаново
- деревня Захарино
- деревня Котово
- деревня Подсосенское Лесничество

## Население
Население сельского поселения составляло 317 человек.